# (10072) Уругвай
(10072) Уругвай (лат. Uruguay) — типичный астероид главного пояса, который был открыт 3 апреля 1989 года американским астрономом Эриком Эльстом в обсерватории Ла-Силья и назван в честь Уругвая, государства в Южной Америке.

Орбита астероида Уругвай и его положение в Солнечной системе